# Equisetum dycei
Equisetum dycei är en fräkenväxtart som beskrevs av Christopher Nigel Page. Equisetum dycei ingår i släktet fräknar, och familjen fräkenväxter. Inga underarter finns listade i Catalogue of Life.